# Shayla Worley
Shayla Worley (Orlando, Florida, 2 de septiembre de 1990) es una gimnasta artística estadounidense, campeona del mundo en 2007 en el concurso por equipos.

## 2007
En el Mundial de Stuttgart 2007 gana el oro en el concurso por equipos; Estados Unidos queda por delante de China y Rumania, sus cinco compañeras de equipo fueron: Shawn Johnson, Alicia Sacramone, Nastia Liukin, Ivana Hong y Samantha Peszek.